# Rose-Marie Bengtsson
Rose-Marie Bengtsson, född 6 augusti 1939 i Landskrona, är en svensk keramiker och glaskonstnär.
Rose-Marie Bengtsson fick Landskrona kommuns kulturstipendium 1995 med motiveringen: för stor skicklighet inom keramikkonsten med en ambition att ständigt söka efter förnyelse och utveckling…"
Rose-Marie Bengtsson är representerad på bland andra Landskrona kommun, Helsingborgs museum samt Eslövs kommun. Hon bor i Landskrona.